# Johanna Schall

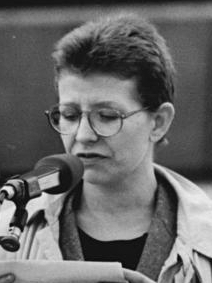
Johanna Schall bei der Berliner Alexanderplatz-Demonstration am 4. November 1989

Johanna Schall (* 19. September 1958 in Berlin) ist eine deutsche Schauspielerin und Theaterregisseurin.

## Leben
Sie ist die Tochter von Barbara Brecht-Schall und Ekkehard Schall und Enkelin von Helene Weigel und Bertolt Brecht sowie Schwester der Kostümbildnerin Jenny Schall. Ab 1965 besuchte sie die Grundschule, dann die Erweiterte Oberschule. Bereits als Schülerin übernahm sie ihre ersten Fernseh- und Bühnenrollen. 1974 stand sie am Berliner Ensemble als Ilse in Frühlings Erwachen erstmals auf der Bühne.
Nach dem Abitur 1977 war sie als Krankenschwester und Postbotin tätig, dann arbeitete sie 1978 mit ihrem Mentor Alexander Lang als Elevin am Deutschen Theater Berlin. Dort trat sie erstmals am 21. Dezember 1978 als Arabella in Miss Sara Sampson auf.
1980 schloss sie ihre Schauspielausbildung an der Hochschule für Schauspielkunst Ernst Busch ab und übernahm Rollen am Deutschen Theater. Ihr erstes festes Engagement als Schauspielerin hatte sie von 1982 bis 1984 am Kleist-Theater Frankfurt (Oder). Johanna Schall war von 1984 bis 1997 Ensemblemitglied des Deutschen Theaters in Berlin. Sie zeigte sich als Schauspielerin mit breitem Repertoire gleichermaßen in klassischen wie modernen Stücken.
Als Theaterregisseurin begann sie ab 1993 zu arbeiten und gastierte in dieser Funktion an den Theatern in Leipzig, Dresden, Chemnitz, Karlsruhe, Berlin und Bremen. Von 2002 bis 2007 war sie Schauspieldirektorin am Volkstheater Rostock und anschließend ein Jahr Gastdozentin an der University of Toronto. Seither arbeitet sie wieder freiberuflich als Regisseurin.
Noch als Oberschülerin übernahm sie ihre ersten Filmrollen. Ihre erste größere Herausforderung war die Traumbild-Darstellung der liebevollen Hure Johanna in Das Luftschiff. In Blonder Tango spielte sie eine glücklos in den Helden verliebte Theaterinspizientin. Ihre erste Mutterrolle übernahm sie im Kinderfilm Das Herz des Piraten.
Schall war eine der Organisatorinnen und Sprecherin der großen Alexanderplatz-Demonstration am 4. November 1989 (Aktuelle Kamera vom 3. November 1989, ab Minute 6).
Arbeit von Johanna Schall in Konstanz.

## Filmografie (Auswahl)
- 1976: Die Leiden des jungen Werthers
- 1977: Die unverbesserliche Barbara
- 1979: Anderer Leute Kinder (TV)
- 1979: Solo Sunny (Regie: Konrad Wolf)
- 1980: Die Mutter (TV)
- 1980: Bau’n ’se billig, Schinkel (TV)
- 1981: Liebesbriefe, Folge: „Jeder Augenblick, den ich leb, ist ganz dein“ (Fernsehserie)
- 1982: Steckbrieflich gesucht (TV)
- 1983: Das Luftschiff
- 1983: Kaskade rückwärts
- 1984: Polizeiruf 110: Freunde (TV-Reihe)
- 1984: Von der Müllerstochter, die Gold spinnen wollte (TV)
- 1986: Das Haus am Fluß
- 1986: Blonder Tango
- 1986: Wengler & Söhne
- 1987: Vernehmung der Zeugen
- 1987: Die Alleinseglerin
- 1987: Das würde dir gut tun
- 1987: Die erste Reihe (Fernsehfilm)
- 1987: Ein besserer Herr (TV)
- 1987: Tiere machen Leute als Astrid (TV-Serie)
- 1988: Die Weihnachtsgans Auguste
- 1988: Das Herz des Piraten
- 1990: Selbstversuch (Fernsehfilm)
- 1990: Die Ritter der Tafelrunde (TV)
- 1991: Hüpf, Häschen hüpf (Fernsehfilm)
- 1992: Miraculi
- 1992: Apfelbäume
- 1993: Tatort – Verbranntes Spiel (Fernsehreihe)
- 1994: Bella Block, Folge: Die Kommissarin (Fernsehserie)
- 2001: Kelly Bastian – Geschichte einer Hoffnung (TV)
- 2003: Herbst

## Hörspiele
- 1981: Brigitte Hähnel: Die Einladung (Mädchen) – Regie: Barbara Plensat (Hörspiel – Rundfunk der DDR)
- 1984: Thomas Heise: Schweigendes Dorf (Hanna Veit) – Regie: Thomas Heise (Hörspiel – Rundfunk der DDR)
- 1986: Jacob Grimm/Wilhelm Grimm: Die Prinzessin und der Spielmann (Prinzessin) – Regie: Manfred Täubert (Kinderhörspiel – Rundfunk der DDR)
- 1987: Lothar Walsdorf: Die Mittagsfrau (Magd) – Regie: Peter Brasch (Kinderhörspiel – Rundfunk der DDR)
- 1987: Selma Lagerlöf: Der Wechselbalg – Regie: Christa Kowalski (Hörspiel – Rundfunk der DDR)
- 1987: Maraike Böhm: Holzkrawatte – Regie: Karlheinz Liefers (Kinderhörspiel – Rundfunk der DDR)
- 1987: Erich Kästner: Fabian oder Der Gang vor die Hunde (Frau Kulb) – Regie: Joachim Staritz (Hörspiel – Rundfunk der DDR)
- 1988: Bertolt Brecht: Untergang des Egoisten Fatzer - Regie: Heiner Müller (Hörspiel - Rundfunk der DDR)
- 1988: Carlos Cerda: Kein Reisender ohne Gepäck (Emilia) – Regie: Fritz Göhler (Hörspiel – Rundfunk der DDR)
- 1989: Brüder Grimm: Sechse kommen durch die ganze Welt (Prinzessin Windig) – Regie/Bearbeitung: Peter Brasch (Kinderhörspiel – Litera)
- 1991: Waldemar Bonsels: Die Biene Maja (Puk, ein Fliegenmädchen) – Regie: Werner Grunow (Kinderhörspiel – DS Kultur)
- 1991: Gerhard Zwerenz: Des Meisters Schüler – Regie: Hans Gerd Krogmann (Hörspiel – Sachsen Radio)
- 1997: Ines Geipel/Heike Tauch: Ach du lieber Augustin, wie fröhlich ich bin – Regie: Ulrich Gerhardt (Hörspiel – ORB/DLF)
- 2014: Irina Liebmann: Erzähl mir von Russland – Regie/Bearbeitung: Barbara Plensat (Hörspiel – RBB)

## Hörbücher
- 2000: Die Schneekönigin von Hans Christian Andersen, in der Bearbeitung von Bernd Kohlhepp und Jürgen Treyz, Hörspiel, Patmos audio, Düsseldorf
- 2001: Die Lieblingsgedichte der Deutschen II, Patmos audio, Düsseldorf
- 2001: Die Vagina-Monologe von Eve Ensler, Patmos audio, Düsseldorf
- 2001: Bruder Bär und Schwester Bär von Hanna Johansen, Patmos audio, Düsseldorf
- 2003: Weißt du eigentlich, wie lieb ich dich hab? von Sam McBratney und Anita Jeram, mit Konrad Beikircher Sauerländer audio, Berlin
- 2003: Die Lieblingsgedichte der Deutschen - 100 Gedichte, Patmos audio, Düsseldorf
- 2004: Kein Tag ohne Bär und Biene von Stijn Moekaars, Patmos audio, Düsseldorf
- 2005: Peter Hase und seine Freunde von Beatrix Potter, Patmos audio, Düsseldorf
- 2015: Peter Hase und seine Freunde von Beatrix Potter (Wiederveröffentlichung), Sauerländer audio, Berlin

## Wichtige Theaterinszenierungen als Regisseurin
- Der Pelikan von August Strindberg am Deutschen Theater Berlin
- Der Widerspenstigen Zähmung von William Shakespeare am Deutschen Theater Berlin
- Frühlings Erwachen von Frank Wedekind am Schauspiel Leipzig
- Im Dickicht der Städte von Bertolt Brecht am Deutschen Theater Berlin
- Die Frau vom Meer von Henrik Ibsen am Schauspiel Leipzig
- Der Menschenfeind von Molière am Badischen Staatstheater in Karlsruhe
- Die Räuber von Friedrich Schiller am Badischen Staatstheater in Karlsruhe
- Herr Puntila und sein Knecht Matti von Bertolt Brecht am Volkstheater Rostock
- Die Dreigroschenoper von Bertolt Brecht und Kurt Weill am Maxim-Gorki-Theater in Berlin
- Hamlet von William Shakespeare am Volkstheater Rostock
- Das Käthchen von Heilbronn von Heinrich von Kleist bei den Bad Hersfelder Festspielen 2009
- Der Lügenbaron Münchhausen von Erich Kästner am Volkstheater Rostock (Großes Haus) September 2010
- Der Meister und Margarita Schauspiel nach dem Roman von Michail Bulgakow am Theater Ingolstadt (Großes Haus) März 2011
- Hamlet von William Shakespeare auf der großen Treppe der Freilichtspiele Schwäbisch Hall Sommer 2014
- Leopoldstadt von Tom Stoppard am Theater Münster September 2024

## Auszeichnungen
- 1986: Nebendarstellerpreis auf dem 4. Nationalen Spielfilmfestival der DDR für Blonder Tango